# Mikołowski
Mikołowski là một huyện thuộc tỉnh Śląskie của Ba Lan. Huyện có diện tích 233 km². Đến ngày 1 tháng 1 năm 2011, dân số của huyện là 93353 người và mật độ 401 người/km².